# 冯昭奎
冯昭奎（1940年8月—），浙江慈溪人，中国社会科学院日本研究所研究员，中国社会科学院荣誉学部委员。1965年毕业于清华大学无线电电子学系。
父亲是中国政治人物冯宾符。